# ドス・トーレス
ドス・トーレス（スペイン語: Dos Torres）は、スペイン・アンダルシア州コルドバ県のムニシピオ（基礎自治体）。面積は129.09km2、2016年の人口は2,453人であり、人口密度は19人/km2。標高は587m。コルドバ県の県都コルドバから84kmに位置する。

## 歴史
ドス・トーレスは二つのトーレ（塔）という意味で、1839年にトーレフランカとトーレミラーノの二つの集落が合併したことによって誕生した。トーレ・デル・ミラーノの起源は一つの独立した塔で、その周囲に14世紀末から15世紀初頭の間に人が住み始めた。その地はコルドバとサンタ・エウフェミアの領主の支配権の境界地帯であった。サンタ・エウフェミアの領主はゴンサーロ・メスシーア・カリージョ2世（三代目ラ・グアルディア侯爵）といい、所領にトーレフランカと命名していた。サンタ・エウフェミアの領主は15世紀後半に、自身の家来と税収を増やす目的でトーレミラーノを幾度も自身の所領に組み込もうとした。しかし、トーレミラーノはフェリーペ4世によってエル・カルピオ侯爵に売却された1660年から1747年までの間を除き国王直轄領に組み込まれていた。

## 人口
| ドス・トーレスの人口推移 1900－2010                     |
|                                                         |
| 出典:INE（スペイン国立統計局）1900年 - 1991年、1996年 - |

## 政治
自治体首長はアンダルシーア国民党（Partido Popular Andaluz）のマヌエル・トーレス・フェルナンデス（Manuel Torres Fernández）で、自治体評議員はアンダルシーア国民党：7、アンダルシーア社会労働党（Partido Socialista Obrero Español de Andalucía、PSOE-A）：4となっている（2011年5月22日の自治体選挙結果、得票順）。
| 1999年6月13日自治体選挙 |        |        |          |
| 政党                    | 得票数 | 得票率 | 獲得議席 |
| PSOE-A                  | 989    | 55.56% | 6        |
| PP-A                    | 774    | 43.48% | 5        |

| 2003年5月25日自治体選挙 |        |        |          |
| 政党                    | 得票数 | 得票率 | 獲得議席 |
| PSOE-A                  | 936    | 52.38% | 6        |
| PP-A                    | 835    | 46.73% | 5        |

| 2007年5月27日自治体選挙 |        |        |          |
| 政党                    | 得票数 | 得票率 | 獲得議席 |
| PP-A                    | 920    | 50.97% | 6        |
| PSOE-A                  | 867    | 48.03% | 5        |

| 2011年5月22日自治体選挙 |        |        |          |
| 政党                    | 得票数 | 得票率 | 獲得議席 |
| PP-A                    | 1,091  | 58.53% | 7        |
| PSOE-A                  | 747    | 40.08% | 4        |

### 司法行政
ドス・トーレスはポソブランコ司法管轄区に属す。